# معجون زمان ۳
معجون زمان ۳ با نام اصلی فقط بازدید (به انگلیسی: Just Visiting) یک فیلم کمدی فانتزی آمریکایی-فرانسوی محصول سال ۲۰۰۱ و بازسازی فیلم فرانسوی به همین نام (۱۹۹۳) است. در این فیلم ژان رنو، کریستینا اپلگیت، کریستیان کلاویر، مالکوم مک داول، تارا رید و بریجت ویلسون به ایفای نقش پرداخته‌اند. داستان یک شوالیه قرون وسطایی و رعیتش را دنبال می‌کند که به شیکاگوی قرن بیست و یکمی سفر می‌کنند و با نوادگان شوالیه ملاقات می‌کنند.
برخلاف فیلم اصلی، این فیلم نه در فرانسه و نه در ایالات متحده موفقی نبود.
این فیلم محصول نهایی هالیوود پیکچرز قبل از مدیریت شرکت خواهرش، تاچ‌استون پیکچرز بود، تا اینکه هالیوود پیکچرز در سال ۲۰۰۶ فیلم ترسناک زنده بمان را منتشر کرد و یکی از آخرین فیلم‌هایی بود که توسط آن توزیع شد.

## خلاصه داستان
ابتدا این داستان به قرن دوازدهم در بریتانیا برمی‌گردد، به مکانی که تیبوتو می‌خواهد با شاهزاده خانم ازدواج کند. در مراسم عروسی به اشتباه، یک دشمن به نام ارل وارویک به شوالیه تیبوتو یک معجون می‌دهد که او را متوهم می‌سازد (در واقع توسط یک جادوگر استخدام و اجیر شده توسط ایرل در نظر گرفته شده)، شوالیه از آندره (کریستین کلاویه) خواسته است تا در لحظات مرگ شاهزاده جادوگر را پیدا کند و به او کمک کند تا جادوگر او را به لحظه قبل از کشتن شاهزاده برگرداند. جادوگر بی کفایت ورد را غلط می‌سازد و به جای آن، تیبوتو و خدمتکارش اندره به قرن ۲۱ فرستاده می‌شوند
آن‌ها به موزه‌ای در شیکاگو وارد می‌شوند و در آنجا توسط پلیس دستگیر می‌شوند و به وسیله جولیا نجات پیدا می‌کنند، کارمند موزه شباهت زیادی بین شاهزاده خانم دارد. جولیا فکر می‌کند تیبوتو آن پسر عمو او در فرانسه است که در سال‌ها قبل در زمانی در قایق تفریحی بود دیگر از او خبری نشده است. تیبوتو به زودی متوجه می‌شود که جولیا از نوادگان او است و باید به قرن ۱۲، زمان گذشته برگردد. جولیا به آنها زندگی مدرن آمریکایی را توضیح می‌دهد و هنجارهایی که از قرون وسطی که دیگر اجرا نمی‌شود. شوالیه می‌خواهد قبل از رسیدن زمان بازگشتش جولیا را در برابر مردم محافظت کند چون مردم، برای پول هر کاری انجام می‌دهند. اندره خدمتکار تیبوتو عاشق باغبان زیبا می‌شود. در همین حال انگلیک او را مدیریت می‌کند، انگلیک جهانی با حقوق برابر برای تمام مردم می‌خواهد.
جادوگر متوجه اشتباه خود می‌شود، و می‌خواهد به زمان آینده بیاید و به شوالیه کمک کند، شوالیه که به روال زندگی قرن ۲۱ عادت کرده است. بعد از پیدا کردن او، او با موفقیت می‌تواند معجون بازگشت به گذشته را آماده کند. اندره با شوالیه مقابله می‌کند و نمی‌خواهد به قرن ۱۲ برگردد بعد جولیا تیبوتو را متقاعد می‌کند که آندره را آزاد کند. تیبوتو بعد از آن موافقت می‌کند. جولیا متوجه قصد واقعی شوهرش می‌شود و تصمیم به جدایی از او را می‌گیرد. شوالیه قبل از بازگشت به زمان خویش به جولیا می‌گوید تو دوست پسر بهتر و جدیدتری را پیدا می‌کنی. همچنین شوالیه و جادوگر معجون بازگشت را در موزه می‌نوشند و به زمان قبل از کشته شدن شاهزاده برمی‌گردنند. دوست پسر جولیا باقی مانده معجون را پیدا می‌کند و تا به قرن ۱۲ برود. جولیا می‌خواهد قلعه اجدادی شان را احیا کند. جولیا با مردی که اطلاعات زیادی از پیشه خانوادگی اش دارد ملاقات می‌کند. در صحنه آخر اندره و آنجلیک، در حال رانندگی بوده‌اند …

## بازیگران
- ژان رنو به عنوان تیبوتو
- کریستینا اپل‌گیت به عنوان روزالیند / جولیا
- کریستین کلاویه به عنوان آندره
- مت راس به عنوان شکارچی
- تارا رید به عنوان آنجلیک
- بریجت ویلسون به عنوان کهربا
- جان ایلوارد به عنوان بایرون
- جرج پلیمپتن به عنوان دکتر بردی
- مالکوم مک‌داول به عنوان جادوگر
- الکسیس لورث به عنوان فرانسوا
- بیل بـِیلی
- سارا بادل

## بازخوردها
این فیلم به‌طور کلی نقدهای منفی دریافت کرد. در گردآورنده نقد راتن تومیتوز بر اساس نظرات ۷۹ منتقد، با میانگین امتیاز ۴٫۸ از ۱۰، امتیاز ۳۳٪ را به فیلم داد. در گزارش این سایت آمده است: «این بازسازی کمدی فرانسوی معجون زمان در نهایت تلاشی متوسط و فراموش نشدنی است - نه به کیفت نسخه اصلی در سال ۱۹۹۳». در متاکریتیک، فیلم بر اساس ۲۵ منتقد دارای میانگین وزنی ۳۸ از ۱۰۰ است که نشان‌دهنده «بررسی‌های عموماً نامطلوب» است. تماشاگران شرکت‌کننده در نظرسنجی سینماسکور به فیلم نمره متوسط «A-» در مقیاس A+ تا F دادند.